# Герб Минской области
Герб Минской области (бел. Герб Мінскай вобласці) — официальный геральдический символ Минской области Беларуси. Утверждён указом президента Республики Беларусь от 22 ноября 2007 года № 595 «Об учреждении официальных геральдических символов административно-территориальных единиц Минской области».

## Описание
Официальное описание герба:
Герб Минской области представляет собой французский щит, в золотом поле которого три голубых волнообразных пояса. В верхней правой части щита — изображение герба города Минска. Герб венчает большая золотая корона с пятью зубцами, снизу его обрамляют две золотые дубовые ветви, увитые и соединённые голубой орденской лентой.

## Критика
В европейской геральдике башенные короны, как правило, используются только на гербах городов, и не используются на гербах регионов (областей).

## Символика и история

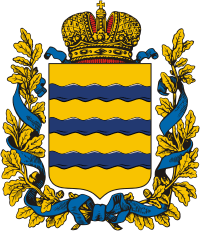
Герб Минской губернии 1878 года

Герб Минской области создан на основе городского герба Минска (1591 год) и Минской губернии (1878 год). Герб губернии имел следующее описание:
В золотом щите три лазуревых волнообразных пояса. Щит увенчан Императорскою короною и окружён золотыми дубовыми листьями, соединёнными Андреевскою лентою.
В советское время герб губернии не использовался, однако известен значок Минского областного совета по туризму и экскурсиям, выпущенный в советское время. На этом значке в качестве герба области изображен герб бывшей Минской губернии, лишенный монархических атрибутов: в лазуревом поле три золотых волнистых пояса.
В 2007 году утверждён современный герб области.

## Гербы районов Минской области
На 2001 год в Государственный геральдический регистр вошли гербы 24 городов и городских поселков Минской области. Все они были зарегистрированы в Гербовом матрикуле Республики Беларусь в 1996–2001 годах на основе решения Минского областного исполнительного комитета от 27 июля 1998 года № 75 «О разработке новых и воссоздании исторических гербов городов и городских поселков Минской области». За годы деятельности Геральдического совета экспертизу прошли и получили заключение о возможности их учреждения гербы и флаги Фаниполя, Столбцов, Минского района.
В отличие от Могилевской области, где каждый город имеет полный комплект официальных геральдических символов или будет их иметь в ближайшее время путём учреждения Указом Президента Республики Беларусь, столичная область обладает только четырьмя вексиллологическими символами (Вилейка и Вилейский район, Минск, Несвиж, Радошковичи).
Третью часть городских эмблем составляют гербы, имеющие особую ценность для белорусской культуры и истории. Гербы Клецка, Копыля, Минска, Несвижа, Радошковичей, Слуцка были получены этими городами, когда они входили в состав Речи Посполитой; Вилейки и Дзержинска – в составе Российской империи. Два последних герба по решению местных Советов депутатов ныне имеют статус официальных геральдических символов не только города, но и одноимённых районов. В данном случае государственной регистрацией подчеркивается значимость исторических гербов.
Современные гербы Минской области, как и остальная региональная геральдика Беларуси, основаны на историческом развитии населённых пунктов (Городея, Заславль, Мядель, Старые Дороги ), интересных событиях прошлого (Воложин, Жодино, Ивенец), отражают природно-географическую неповторимость края (Крупки, Логойск), в своеобразной, присущей геральдике форме передают особенности занятий жителей (Любань, Солигорск, Смолевичи).

В местной геральдике Минской области можно обратить внимание ещё на одну её особенность. В большинстве своем в щитах, окрашенных одной эмалью, без дополнительных делений размещены по одной-две гербовые фигуры.

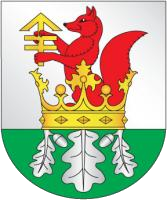
Герб Березино и Березинского района
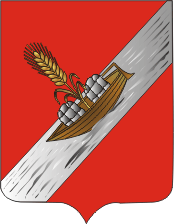
Герб Вилейского района и города Вилейка
Герб Дзержинска и Дзержинского района
Герб Логойска и Логойского района
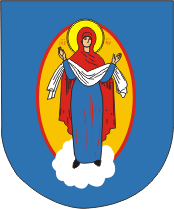
Герб Марьиной Горки и Пуховичского района
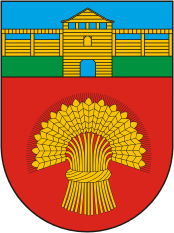
Герб Минского района
Герб Молодечно и Молодечненского района
Герб Слуцка и Слуцкого района
Герб Смолевичей и Смолевичского района
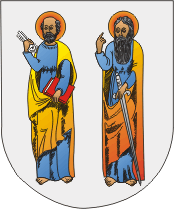
Герб Узды и Уздзенского района